# باشگاه فوتبال نبیتچی
باشگاه فوتبال نبیتچی یک باشگاه فوتبال حرفه‌ای مستقر در بلخان‌آباد ترکمنستان است. این باشگاه که در سال ۱۹۹۰ تأسیس شد، در لیگ عالی ترکمنستان بازی می‌کند.